# Madeleine Robinson
Madeleine Robinson, född Madeleine Svoboda 5 november 1917 i Paris, Frankrike, död 1 augusti 2004 i Lausanne, Schweiz, var en fransk skådespelare. Hon filmdebuterade 1935 och var under 1940- och 1950-talet huvudrollsinnehavare i många franska filmer. År 1959 tilldelades hon Volpipokalen för sin roll i filmen Bakom dubbla lås. Hon medverkade i film och TV-produktioner fram till 1995.

## Filmografi, urval
- 1937 – Nätter av eld
- 1943 – Bergtagen
- 1943 – Douce
- 1945 – Trollmakt
- 1949 – Mellan 11 och midnatt
- 1949 – Minnenas strand
- 1950 – Gud behöver människorna
- 1951 – Marie i Marseille
- 1954 – Fallet Maurizius
- 1957 – Varginnorna
- 1959 – Bakom dubbla lås
- 1962 – Gentlemannen från Epsom
- 1962 – Processen
- 1966 – En ung värld
- 1978 – Une histoire simple
- 1983 – Jag gifte mig med en skugga
- 1988 – Camille Claudel